# Teleki-kastély (Sáromberke)
Az erdélyi Sáromberke legnevezetesebb műemlék épülete a Teleki-kastély (románul Castelul Teleki), ami az országút bal oldalán látható. Az épületegyüttes régi földszintes szárnya barokk stílusban készült, az emeletes épületrész neobarokk elemeket őriz. A romániai műemlékek jegyzékében a MS-II-m-A-15663 sorszámon szerepel.

## Története
Sáromberke először 1319-ben jelent meg a korabeli dokumentumokban possessio Sarumberg névalakban.A falu királyi birtok volt, tulajdonosai közül A Széchenyiek, Zsigmond király, a sombereki Erdélyi, Bánffy Dénes és a Teleki családok ismertek.
1405-ben Luxemburgi Zsigmond Erdélyi Antalnak  adományozta, így 1481-ben az Erdélyi István és Szilágyi Jusztina tulajdonát képező gernyeszegi uradalom részét képezte. 
A 15-16. században a település vámszedő hely volt, így 1453-ban mezővárosi ranggal említették: „ecclesia parochialis Beati Michaelis archangeli in oppido Sarombergh fundata.”
A somkeréki Erdélyiek fiúági kihalását követően 1642-ben Sáromberke is a losonci Bánffy család kezére került, majd 1674-ben I. Apafi Mihály adományaként Teleki (II.) Mihály (1630k.-1690) szerezte meg. Attól kezdve az államosításig a széki gr. Teleki család tulajdona maradt, a 18. század közepétől a kancellári ág ott tartotta birtokközpontját.
A kastély régi földszintes épületeinek építtetője széki gr. Teleki Sámuel volt, az emeletes épületet dédunokája, gr. Teleki Samu, a híres Afrika-utazó építtette.
A régi épületek közül a jobb oldali épületszárnyat 1769-ben kezdték építeni. Ezt az épületrészt lakóháznak készítették.
Az utazások befejezése után Teleki Samu visszatért a sáromberki birtokára gazdálkodni és  építkezni. 1912-ben az Ő megrendelésére tervezte Möller István, a 18. századi párhuzamos szárnyakat összekötő, neobarokk stílusú központi épületrészt.
A  század eleji bővítés alkalmával a kastélyt is modernizálták, akkor vezették be a barokk szárnyakba is a villanyáramot és a vizet. Mivel Teleki Samunak és testvérének Bélának nem voltak örökösei, így (VI.) Sámuel halálával a család kancellári ága 1916-ban fiúágon kihalt. A sáromberki uradalmat és a hatalmas birtokát unokaöccse, a sárpataki ágból származó (III.) Károly (1899-1977) örökölte.
A kastélyban az államosítást követően mezőgazdasági iskolaközpontot létesítettek. 
A család örökösei 2005-ben visszakapták az épületet, viszont úgy döntöttek, hogy nem tartják meg, így a kastély egy  új tulajdonos kezére kerül.

## Leírása

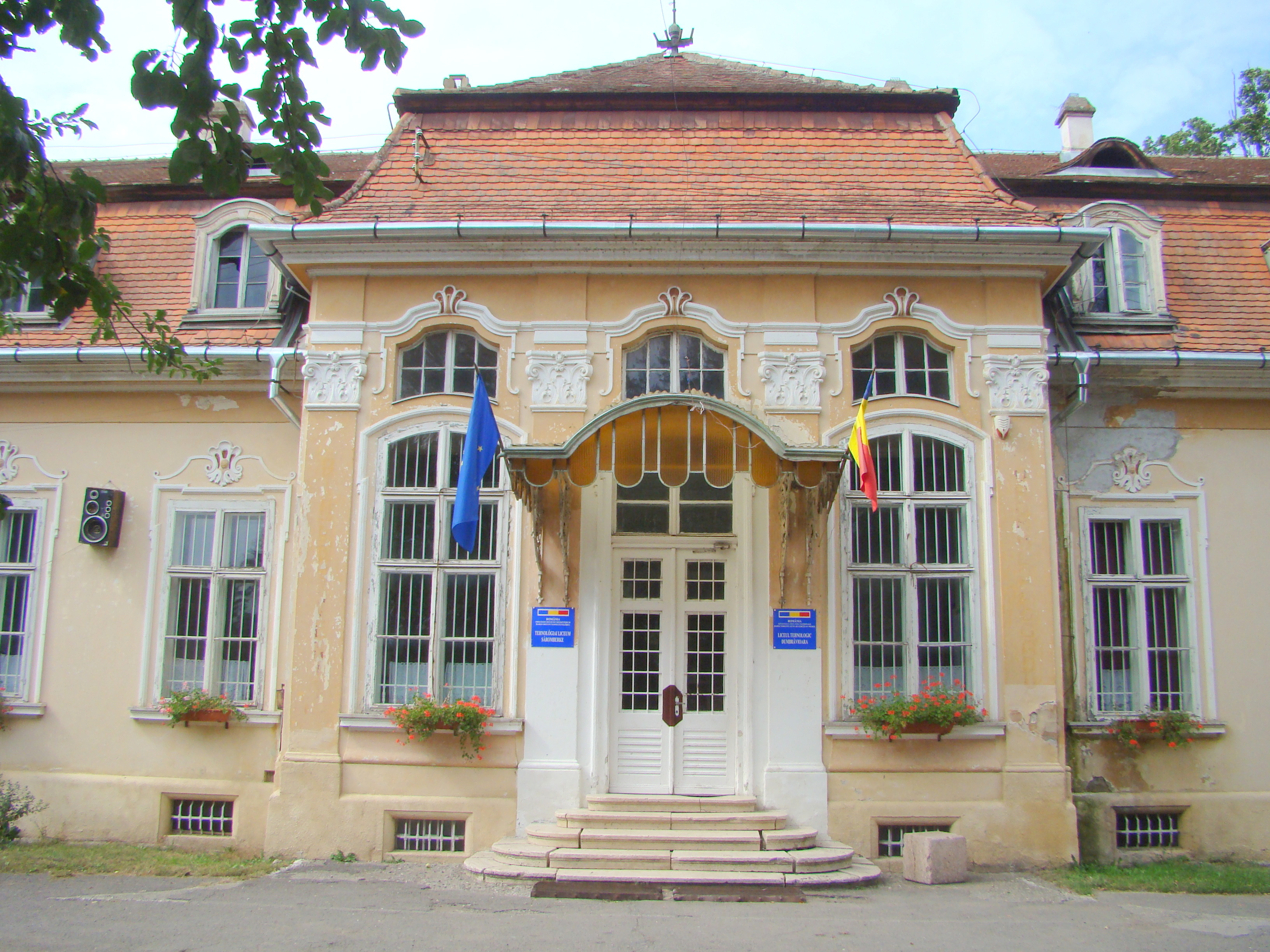

Az  épületegyüttes mai arculatát  a neobarokk központi szárny határozza meg. 
A két régi épület Mária Terézia korabeli barokkos stílusban készült, mindkettő bolthajtásos és síkmennyezetes volt. Ezek közül két szoba mennyezetét nagyon szép mintás stukkóval díszítették.
A két épületszárnyat Teleki Samu manzárdemeletes épülettel és kocsiáthajtóval kötötte össze.
Az új épület neobarokk kiképzésével harmonikusan illeszkedik a régi épületek homlokzataihoz. 
Az U alakban elhelyezkedő három épület egy díszelőudvart, parkot zárt be.
Az északi épületszárnyban voltak kialakítva a család reprezentatív és lakóterei: a négyablakos palota vagy díszterem, a nappali, az úr háza, az asszony háza, a Teleki-házaspár hálószobája, a legények és leányok házai, a kancellisták háza és a különböző raktárhelyiségek.
A déli épületszárny háztartási, gazdasági rendeltetésű helyiségeket foglalt magába. Itt volt a számtartói ház, a mosó- és sütőház, a konyha és a szakács háza, ezek alatt pedig a zöldséges, a cipótartó és a borospince. Miután elkészült az  északi szárny mögött a főúttal párhuzamos mellékszárny, a személyzet és a háztartás funkciói is itt kaptak elhelyezést, a déli szárnyban pedig vendégszobákat alakítottak ki.
A déli épületszárny mögött húzódott a második világháború elejéig egy hatalmas, félhenger alakú zsindelyes tetővel fedett lovarda, homlokzatán az építést jelző 1825-ös évszámmal.  
A családi kriptát szintén Teleki (II.) Sámuel építtette, 1774-ben. 1916-ig oda temetkeztek a kancellárinak nevezett ág tagjai, összesen tizenöt felnőtt és öt gyermek, köztük az építtető  könyvtáralapító és dédunokája, az Afrika-kutató (VI.) Sámuel is.
A két szakaszban épült kastély tervezőjének neve ismeretlen, a kivitelezési munkálatokat a marosvásárhelyi Schmidt Pál vezette. Az épületek nagyrészt marosvásárhelyi mesteremberek: Friedrich Poch kőművesmester, Györfi Mihály ácsmester, egy Thomas nevű német asztalos és Jacob Mizler lakatos keze munkája, azonban a kőfaragó munkáknál, illetve az épület belső díszítésénél kolozsvári mesterek neve is felbukkan: Josef Hoffmayer és Anton Schuchbauer, aki 1786-ban két szoba stukkódíszeit készítette.

## Berendezése
A kastély berendezése nagyon gazdag volt, hűen tükrözte a család, különösen Teleki Samu gyűjtőszenvedélyét: az értékes könyvgyűjtemény, fegyverek, festmények, híres afrikai és indiai vadásztrófeák.
Az épületegyüttes termeit reneszánsz, barokk, rokokó, copf és empire stílusú bútorokkal rendezték be. Teleki Sámuel dolgozószobáját Mária Terézia stílusú bútorok díszítették.  A szalonokban szép színes márványból rakott kandallók és fehér porcelán csempekályhák álltak. Nagyon sok műkincset őriztek az épületben.
A két világháború között a kastélyt még az egyik leggazdagabb berendezésű erdélyi nemesi lakként tartották számon. Második világháború utáni feldúlása és teljes kifosztása során berendezése szinte teljes egészében megsemmisült.

## A kastély kertje
A kastélyhoz egykor 60 hektáros, legendás szépségű park is tartozott, amiből napjainkban nagyon kevés látható. Az enyészet, a szándékos pusztítás a második világháború végén, 1944 őszén kezdődött, és attól kezdve folyamatosan tart.
A kastélypark előzményei is Teleki Sámuel korára nyúlnak vissza, aki 1782-1787 között több cseh és morva kertészt (Andreas Koppmann, Frantz Leerch, Frantz Jarschel) is foglalkoztatott sáromberki birtokán. A barokk díszkertet tujákkal, puszpángokkal, jegenyékkel, virág- és veteményes ágyakkal táblásán alakították ki.
A sáromberki kertépítés második szakasza a 19. század derekára, második felére esik: a kancellár unokájának, széki gr. Teleki Sámuel Ferencnek (1817-1882) az érdeme a négy halastóval, lovagló- és lovaspólópályával megálmodott angolpark kialakítása.

## Építtetői, tulajdonosai
Sáromberke története elválaszthatatlan a két Teleki Sámuel személyétől. 
A földszintes barokk kastély építtetője gróf Teleki Sámuel (1739-1822)  kancellár, a marosvásárhelyi Teleki Téka alapítója volt.
A központi emeletes épület, gróf Teleki Sámuel (1845-1916) a híres Afrikai-utazó  megrendelésére készült.
A Széki gr. Teleki (II.) Sámuel, Teleki Mihály unokája 1739. november 17-én született a gernyeszegi várkastélyban. Apja 1754. évi halálát követően örökölte a sáromberki uradalmat.
1759-1763 között nyugat-európai egyetemeken, Bázelben, Utrechtben, Leydenben és Párizsban tanult. Tanulmányai befejezése után  a sáromberki birtokon telepedett meg, ahol építkezésbe fogott és 1770-ben családot is alapított.
Teleki Sámuel közéleti pályája az 1770-es évek közepén kezdődött, 1774-től előbb királyi kamarás és küküllői főispán lett, majd 1777-től erdélyi kormányszéki tanácsos. II. József uralkodása alatt belső tanácsos, 1785-1790 között királyi biztos a nagyváradi kerületben, illetve főispáni helytartó, ugyanakkor 1785-1787 között Bihar vármegye főispánja is volt. 1787-ben II. József Erdély alkancellárjává nevezte ki, 1791-től haláláig pedig Erdély főkancellárja volt.
Könyvtáralapítási szándéka már a nyugateurópai  tanulmányút idején megfogalmazódott benne, könyvgyűjtő szenvedélyének idős korában is  gyakran és szívesen áldozott. Hatalmas anyagi ráfordítással létrehozott 40 ezer kötetes gyűjteményét családi hitbizományként hagyta örököseire, úgy hogy azt bizonyos feltételek mellett a közönség is használhassa. 
Ő állította össze az addigi legteljesebb gyűjteményt Janus Pannonius műveiből, melyet két kötetbe rendezve 1784-ben Utrechtben jelentetett meg. Neje Bethlen Zsuzsanna is  könyvgyűjtő volt, aki magyar tékáját utóbb közhasználatra a férje könyvgyűjteménye mellé kapcsolta.
Teleki Sámuel sáromberki építkezései két szakaszban zajlottak: még házasságkötése előtt megkezdte a kastély északi szárnyának építését, amely 1769-1770 folyamán el is készült,  néhány év múlva, 1773-1774 között sor került a déli szárny elkészítésére is.
A sáromberki épületegyüttes mai formáját a 20. század elején, a kancellár dédunokája, az Afrika-kutató gr. Teleki (VI.) Sámuel (1845-1916) jóvoltából nyerte el. Teleki Sámuel Ferenc és bethleni Bethlen Erzsébet második gyermeke, (VI.) Sámuel, közismert nevén gr. Teleki Samu középfokú tanulmányait a debreceni református kollégiumban végezte, majd Göttingenben és Berlinben folytatta. Vizsgái után katonai pályára lépett, ahol huszárőrnagyi rangot kapott, majd 1881-ben leszerelt és a közélet felé fordult. Ezen tevékenységének legismertebb területe a görgényszentimrei birtokán tartott medvevadászatok voltak, amelyeken számos európai előkelőség, köztük Rudolf osztrák főherceg, Lipót bajor főherceg, Ferenc Ferdinánd osztrák-magyar trónörökös, Edward angol trónörökös is gyakori vendég volt.
Vagyona alapján Teleki Samu helyet kapott a magyar országgyűlésben is, 1881-től haláláig pártonkívüli főrendiházi tag volt. Teleki utazásainak köszönhetően a tudományos világ számos új ismerettel és értékkel gazdagodott. 
Az új évszázad első éveiben Teleki Samu sáromberki birtokára tért vissza gazdálkodni, vadászni és egy békebeli főúrhoz méltóan  építkezni. Möller István, a budapesti Műegyetem tanára 1912-ben az ő megrendelésére tervezte a 18. századi párhuzamos szárnyakat összekötő, neobarokk stílusú központi épületrészt.
A világháború kitörése miatt a belső munkálatok elakadtak, majd a földreform nyomán birtokait vesztett család már nem volt képes ezeket befejezni, az újonnan készült épületszárny sosem került használatba.
Teleki Samu halála után 1916-ban sáromberki birtokot és kastélyt unokaöccse, a sárpataki ágból származó (III.) Károly (1899-1977) örökölte.
A kastélyban az államosítást követően mezőgazdasági iskolaközpont működött. 
A család örökösei 2005-ben visszakapták az épületet, viszont úgy döntöttek, hogy nem tartják meg, így a kastély egy  új tulajdonos kezére kerül.